# Paul Walter Hauser
Paul Walter Hauser (Grand Rapids, 15 de outubro de 1986) é um ator americano. Ele desempenhou papéis coadjuvantes nos filmes I, Tonya e BlacKkKlansman, e em 2019 teve seu desempenho de destaque como personagem-título do filme Richard Jewell, levando o National Board of Review a premiá-lo como melhor desempenho inovador. 

## Biografia
Hauser nasceu na cidade de Grand Rapids no Michigan, e foi criado na cidade de Saginaw (também no Michigan), filho de Deborah e do Reverendo Paul Hauser, ministro luterano.
Ele frequentou a Escola Luterana Valley Lutheran, uma escola paroquial particular em Saginaw.

## Carreira de ator
Hauser interpretou Shawn Eckhardt no filme vencedor do Oscar de 2017, o I, Tonya, Dale no filme Virginia de 2010 e Keith na série de televisão Kingdom. Ele teve o papel recorrente de Deshawn na série da Amazon Prime Vídeo na web Betas e, em 2018, apareceu como Lonnie Laloush em Super Troopers 2 e como Ivanhoe no BlacKkKlansman. Ele também apareceu como ator convidado na série de televisão Unbreakable Kimmy Schmidt, Too Late com Adam Carolla, The Night Shift, Superstore, Key &amp; Peele, It's Always Sunny in Philadelphia, Community e Blunt Talk.
Em 2019, ele estrelou Richard Jewell, de Clint Eastwood, representando o papel principal, Richard Jewell, o guarda de segurança da vida real que viu a bomba no atentado ao Centennial Olympic Park. Também em 2019, participou do elenco recorrente da segunda temporada da série Cobra Kai, ao interpretar um aluno de caratê, que assume depois o apelido de "Arraia", após se inspirar na mudança do personagem "Hawk", um dos protagonistas da trama interpretado por Jacob Bertrand.
Em 2021 participou do filme Cruella ao lado de Emma Stone, Emma Thompson e Joel Fry. 
Em 2022 fez parte da minissérie de drama criminal Black Bird, onde interpretou o serial killer Larry Hall. A série foi distribuída pela Apple TV+. 

## Filmografia

### Filme
| Ano  | Título                         | Função              | Notas         |
| ---- | ------------------------------ | ------------------- | ------------- |
| 2010 | Virgínia                       | Dale                |               |
| 2011 | Rebaixado                      | Vendedor incomodado | Não creditado |
| 2013 | Quad                           | Trent               |               |
| 2013 | iSteve                         | Pastey Jones        |               |
| 2017 | Trancado                       | DJ # 1              |               |
| 2017 | Eu, Tonya                      | Shawn Eckhardt      |               |
| 2017 | Beije-me quando estiver triste | Robert              | Filme curto   |
| 2018 | Super Troopers 2               | Lonnie Laloush      |               |
| 2018 | BlacKkKlansman                 | Ivanhoe             |               |
| 2019 | Tarde da noite                 | Mancuso             |               |
| 2019 | Batidas                        | Terrence            |               |
| 2019 | Richard Jewell                 | Richard Jewell      |               |
| 2020 | Da 5 Bloods                    | Simon               |               |
| 2021 | Cruella                        | Horace              |               |
| 2024 | Inside Out 2                   | Vergonha (voz)      |               |
| TBA  | Rota da Seda                   | Curtis Clark Green  |               |

### Televisão
| Ano       | Título                               | Função                                     | Notas                                                       |
| --------- | ------------------------------------ | ------------------------------------------ | ----------------------------------------------------------- |
| 2005      | Tarde demais com Adam Carolla        | Vários Personagens (voz)                   | Episódios - 26 de outubro de 2005 e 16 de novembro de 2005  |
| 2010      | Comunidade                           | Estudante # 3                              | 1 Episódio- "Mitos Messiânicos e Povos Antigos"             |
| 2010      | Está sempre ensolarado na Filadélfia | Richie                                     | 1 episódio- "Dee Reynolds: moldando a juventude da América" |
| 2010      | Lee Mathers                          | Keanu                                      | Filme de televisão                                          |
| 2013      | Key &amp; Peele                      | Cara com excesso de peso                   | 2 episódios                                                 |
| 2013-2014 | Betas                                | Dashawn                                    | 4 episódios                                                 |
| 2014-2017 | Reino                                | Keith                                      | 27 episódios                                                |
| 2015      | O turno da noite                     | Oren Edwards                               | 1 episódio- "Fantasmas"                                     |
| 2015      | Discussão sem corte                  |                                            | 1 episódio- "Quem beija tão cedo de manhã?"                 |
| 2017      | Superstore                           | Vince                                      | 1 episódio- "Rebranding"                                    |
| 2017      | O pesadelo de um verão               | Nick Bottoms                               | Filme de televisão                                          |
| 2018-2019 | Inquebrável Kimmy Schmidt            | Tripp Knob                                 | 2 episódios                                                 |
| 2019      | Cobra Kai                            | Raymond / Stingray / Chubs (em pt: Arraia) | Elenco recorrente da segunda temporada.                     |
| 2022      | Black Bird                           | Larry Hall                                 | 6 episódios                                                 |

## Prêmios e Indicações
| Premiação                        | Ano  | Categoria                                          | Projeto    | Resultado | Ref.   |
| -------------------------------- | ---- | -------------------------------------------------- | ---------- | --------- | ------ |
| Critics' Choice Television Award | 2023 | Melhor ator coadjuvante em minissérie ou telefilme | Black Bird | Venceu    | [ 10 ] |
| Emmy Award                       | 2023 | Melhor ator coadjuvante em minissérie ou telefilme | Black Bird | Venceu    | [ 10 ] |
| Screen Actors Guild Awards       | 2023 | Melhor ator em minissérie ou telefilme             | Black Bird | Indicado  | [ 10 ] |